# 1. FC 슬로바츠코
1. FC 슬로바츠코(체코어: 1. FC Slovácko)는 우헤르스케흐라디슈테를 연고로 하는 체코의 축구 클럽이다. 현재는 포르투나 리가에 참가하고 있다.
1927년 SK 스타레메스토(SK Staré Město)로 창단되었다. 1994년에 FC 시노트 스타레메스토(FC Synot Staré Město)로 구단명을 변경하였고, 1996-97 시즌에 당시 3부 리그였던 모라프스코슬레스카 리가에서 우승을 차지하면서 체코 2. 리가로 승격되었다. 1999-2000 시즌 2. 리가에서 우승을 차지하면서 1부 리그로 승격되었고, 그 해에 FC 슬로바츠카 슬라비아 우헤르스케흐라디슈테(FC Slovácká Slavia Uherské Hradiště)와 합병하였다. 2004년에 현재의 구단명으로 변경하여 현재까지 사용하고 있다.
[한국 선수로는 FK 두클라 프라하 (2020~2022)에서 2023년도에 이적한 김승빈 (2000년 12월 28일 출생) 선수가 미들필드로 활약 중이다.]

## 성적
- 체코컵
  - 우승: 2021–22
  - 준우승: 2004–05, 2008–09
- 2. 리가 (2부)
  - 우승: 1999–2000
- 모라프스코슬레스카 포트발로바 리가 (3부)
  - 우승: 1996–97

## 선수 명단

### 현역
- 미할 카들레츠(2001 ~ 2005, 2018 ~ )
- 밀란 페트르젤라(2003 ~ 2006, 2019 ~ )
- 블라스티밀 다니체크(2009 ~ )
- 메르차스 도스키(2022 ~ )
- 파볼 바이자(2020 ~ )